# 犯罪心理：嫌犯动机
《犯罪心理：嫌犯动机》（英語：Criminal Minds: Suspect Behavior）是由美国哥伦比亚广播公司播出的警探类电视剧。该剧于2011年作为大受欢迎的电视剧《犯罪心理》的衍生剧播出。该剧讲述了另一支为联邦调查局行为分析部门（BAU）工作的侧写团队。在2010年4月播出的《犯罪心理》名为“The Fight”的一集中，该剧的成员被正式引入。
该剧及首播于2011年2月16日，安排在周三晚10点的档期，前导剧为《犯罪心理》。哥伦比亚广播公司于2011年5月17日宣布取消该剧，剧集最终仍给观众留下了悬念。

## 演員
- 組長 Samuel Cooper： 科華士 韋德加 Forest Whitaker 飾演。

擁有生俱来的領導氣質，具有極大的熱誠。為了堅持自己的信仰，他不惜冒著丟掉飯碗的危險。Cooper奮力地去避開政治上的官僚主義，並親自遴選了一組風格各異的分析員，工作於Quantico的限制之外。
Whitaker在2月15日生於德克薩斯州的Longview，現在他和妻子、兒女生活在洛杉磯。
作為好萊塢最多才多藝的演員之一，艾美獎得主Forest Whitaker不管在台前還是幕後都能因應不同角色的需要發揮他的演藝天分。他主演的電影作品包括：《顫慄空間》、《前進高棉》、《早安越南》、《絕命鈴聲》、《第三類奇蹟》和《最後的蘇格蘭王》，《最後的蘇格蘭王》為他贏得了2007年度的奧斯卡獎和金球獎。他還獲得了無數的重量級獎項並憑藉他的天分才華獲得了美國演員工會獎、英國電影電視藝術獎 和《IMAGE AWARD》獎。 在電視螢幕上，Whitaker已經在數不清的電影中有他的身影存在，並且在劇集中不斷地露面，包括《急診室的春天 (美國電視劇)》、和《光頭神探》。在2002年，他擔當《陰陽魔界》第一季的主持及解說。在電視電影《Door to Door》裏作為擔任聯合執行製片又為他贏得了艾美獎。 Whitaker執導過不少故事片，包括《等待夢醒時分》和《真愛告白》。他還嘗試過進入音樂界，在索尼公司擁有一個品牌並製作執行三部電影的原聲帶（《真愛告白》、《鬼狗殺手》和《等待夢醒時分》），共計獲得14項格萊美獎提名。實際上，他曾在南加州大學作為歌劇演唱家來培養。 Whitaker參與過許多人道主義的工作，並和許多組織有聯繫，包括《Penny Lane》、《PETA》（他是素食主義者》和《Farm Sancturay》。最近，他成為了《Stand Up 2 Cancer》籌款組的一員並為《Human Rights Wacth》籌集款項。他兩次獲得人道主義獎和《Vision Award》獎，並在柏林獲得了和平獎。 Whitaker還是空手道黑帶選手。
- Gina LaSalle： 碧儿·加勒特 飾演。

是一個美麗迷人、堅強的探員，具有敏銳的洞察力。
12月28日Beau Garrett生於加州洛杉磯，在《我家也有大明星》第一季中首次現身。之後，她還演出《怪醫豪斯》、《Wildfire》和《North Shore》。
Garrett還在大螢幕上獲得了成功，演出了《驚奇4超人：銀色衝浪手現身》、《Made to Order》、《Turistas》，以及最近的影片《創：光速戰記》。
2007年與奥斯卡得主荷莉·貝瑞，以及潔西卡·艾芭一起為美容品牌露華濃代言。她還為許多美容品牌代言過。 Garrett還在2007年被《Hollywood Life》雜誌授與“令人期待的新人”獎。
- Mick Rawson： 麥特 雷恩 Matt Ryan 飾演。

前英國特種部隊SAS狙擊手，擁有一雙能看清事物的鷹眼，要將一切罪惡斬草除根。
4月11日出生在英格蘭的Matt Ryan，曾在Bristol Old Vic Theatre學校學習並參與Royal Shakespear公司許多作品的表演。最近，他和裘德·洛在《哈姆雷特》中演對手戲，該戲在紐約和倫敦上演。Ryan的作品組成還包括許多部電影電視劇。它們有他主演的電影《Wild December》以及英國電視劇《Consenting Adults》、《Collision》和《都鐸王朝》。 最近他專心於製作與Patrick Dempsey、艾希莉·賈德共同出演的獨立電影《Flypaper》。
- Jonathan（John“ Prophet ”Sims）： 邁克爾·凱利（英语：Michael Kelly） 飾演。

曾經是一個罪犯並带有一點街頭小智慧，他有冷静、東方禪師般的外表，並决心為過去的錯誤贖罪。
Michael Kelly於5月22日出生在費城，在喬治亞州的Lawrenceville長大。他原本打算讀法律的，但在參與一次演員遴選活動之後，他改變了他的想法。 Kelly參與了《Fair Game》、《Changeling》、《Law Abiding Citizen》和《Did You Hear About the Morgans》等電影的表演。在電視螢幕上，Kelly參演了迷你劇《Generation Kill》，在《The Sopranos》亦有演出，並且最近和Ving Rhames一起參演《Kojak》。他還客串了許多電視劇，包括《CSI: Miami》、《Judging Amy》、《Fringe》、《Law & Order: Special Victims Unit》、《The Shield》和《Third Watch》。作為The Actor's Studio的終身會員，Kelly在Arthur Penn出品的戲劇《Major Crimes》，Theatre Studio出品的戲劇《Miss Julie》中均有演出，以及參與了在瑞典的Stockholm上演的《In Search of Strindberg》。 他還於2008年10月被《Daily Variety》提名為《值得觀看的10大演員》。 Kelly即將會與Matt Damon，以及Emily Blunt參與George Nolfi的電影《The Adjustment Bureau》。
- Beth Griffith： 詹尼安·吉勞法羅（英语：Janeane Garofalo） 飾演。

他是小組中的新兵，剛從聯邦調查局的威脅評估任務組中調過來。
Janeane Garofalo於9月28日出生在新澤西州的Newton。生活在紐約和洛杉磯。既是演員、喜劇家，又是一個勇於直言的活動家，她成名於1985年。她的重大轉捩點出現在1992年，那時候她是艾美獎劇集《Ben Stiller Show》的演出陣容中的一員。在1994年的秋天，Garofalo參加了《Saturday Night Live》的演出。隨後她在《The Larry Sanders Show》裏面扮演尖刻直言的天才經紀人——Paula，並憑此角色獲得了1997的艾美獎提名和兩項《Cable Ace》獎的提名。Garofalo的其他電視作品包括為HBO電視拍攝的兩部劇，《Mad About You》和《The West Wing》最後一季，她在後者裏面扮演民主黨競選策略師Louise Thornton。她還在《24小時》裏面露面過。Garofalo主演的電影包括《The Truth About Cats and Dogs》、《Steal This Movie》、《Copland》、《Reality Bites》、《Duane Hopwood》、《Romy and Michelle's High School Reunion》、《Bye Bye Love》、《Mystery Men》、《Clay Pigeons》、《The Minus Man》和《The Cable Guy》，上述的電影中最後一部由她的朋友Ben Stiller執導。Stiller和Garofalo共同編寫了一本暢銷書《Feel This Book》。在2007年，她還為迪士尼/皮克斯的喜劇動畫《Ratatouille》配音。 除了電影電視的演出工作之外，Janeane Garofalo是一位朗讀表演家和一位說笑藝術表演家。在首個自由廣播網Air American Radio的成功創辦過程中，她發揮了巨大的作用，並有一個她主持的談話節目——《The Majority Report》。猶如在閃電雷鳴般的爭議裏的一根避雷針，她的觀點和勇敢誠實博得許多歡聲笑語，在天枰的兩邊和每個人當中取得平衡。她還是一位著名的和平 倡導者。
- Penelope Garcia： 克莉絲汀 范奈絲 Kirsten Vangsness 飾演。

是一個電腦狂，過去的幾年裡她力助Hotchner高級特別探員和BAU團隊處理最棘手的案子。
Kirsten Vangsness在7月7日出生和成長於加利福尼亞州，自幼便在舞臺上表演了，她在高中和大學裡的表演工作為她贏得了許多獎項和獎學金，並參加了著名的加利福尼亞州演藝學校夏令營活動。從加州州立富爾頓大學畢業後，
Vangsness開始在洛杉磯參與戲劇表演和即興作品表演。她是好萊塢許多戲劇公司的一份子，現在她是NOTE劇院的活躍演員，在這她擔任演藝協會的主席並獲得了著名的“Golden Betty Award”獎。Vangsness的作品為她贏得了洛杉磯戲劇影評人Natalie Schafer獎項中的“最突出戲劇女演員”獎。在2007年，她在Geffen Playhouse劇院參與了Neil LaBute的《Fat Pig》美國西岸首映，並因此獲得Garland Award獎項中的“最佳女演員”獎。 在電視螢幕上，Vangsness將擔任雙職，同時參演《Criminal Minds》和《Criminal Minds: Suspect Behavior》。她的電影著作包括獨立電影《A-List》和喜劇恐怖片《In My Sleep》。 除了表演工作之外，Vangsness還編寫了不同的表演藝術著作，並在橘郡和洛杉磯市發行。她還很熱衷為自己裁剪和改造服裝，並連續在小學裏擔當志願者，她為學生們朗讀文學作品並擔任課後的即興表演和演藝課程的教師。她還是一名熱心的素食主義者。